# Hendrikus van Rijsingen
Hendrikus van Rijsingen (?, 1732 - Eindhoven, 22 juni 1816) is een voormalig burgemeester van de Nederlandse stad Eindhoven. Van Rijsingen werd geboren als zoon van Simon van Rijsingen en Maria Coolen. Hij was advocaat en burgemeester van Eindhoven in 1795 en 1796 en plaatsvervangend vrederechter in de arrondissementsrechtbank te Eindhoven in 1812 en 1813.
Hij trouwde te Eindhoven op 13 januari 1782 met Catharina Elisabeth van de Ven, dochter van burgemeester Wilbort van de Ven en Elisabetha Valckenaers, gedoopt te Eindhoven op 19 februari 1750, begraven in Eindhoven op 9 november 1787. 